# Christine Egerszegi-Obrist
Christine Egerszegi-Obrist (Baden, 29 maggio 1948) è una politica svizzera, presidente del Consiglio Nazionale svizzero per l'anno 2006/2007.

## Biografia
È stata eletta al Consiglio nel 1995 tra le file del Partito Liberale Radicale nel Canton Argovia e al Consiglio degli Stati come prima donna rappresentante dell'Argovia alle elezioni federali in Svizzera del 2007.